# 2016-os GP2 német nagydíj
A 2016-os GP2 német nagydíj volt a 2016-os GP2-szezon hetedik futama. A versenyeket július 29. és 31. között rendezték Hockenheimben. A főversenyt Szergej Szirotkin, a sprintversenyt pedig Alex Lynn nyerte.

## Időmérő
A német nagydíj időmérő edzését július 29-én, délután tartották. A pole-pozíciót Szergej Szirotkin szerezte meg Pierre Gasly és Raffaele Marciello előtt.
| Helyezés | Rajtszám | Versenyző          | Csapat              | Idő      | Különbség | Körök |
| -------- | -------- | ------------------ | ------------------- | -------- | --------- | ----- |
| 1.       | 2        | Szergej Szirotkin  | ART Grand Prix      | 1:22,193 | –         | 12    |
| 2.       | 21       | Pierre Gasly       | Prema Racing        | 1:22,209 | +0,016    | 12    |
| 3.       | 9        | Raffaele Marciello | Russian Time        | 1:22,369 | +0,176    | 11    |
| Kiz[1]   | 20       | Antonio Giovinazzi | Prema Racing        | 1:22,384 | +0,191    | 14    |
| 5.       | 22       | Oliver Rowland     | MP Motorsport       | 1:22,413 | +0,220    | 11    |
| 6.       | 5        | Alex Lynn          | DAMS                | 1:22,422 | +0,229    | 12    |
| 7.       | 3        | Norman Nato        | Racing Engineering  | 1:22,489 | +0,296    | 12    |
| 8.       | 6        | Nicholas Latifi    | DAMS                | 1:22,524 | +0,331    | 12    |
| 9.       | 4        | Jordan King        | Racing Engineering  | 1:22,548 | +0,355    | 12    |
| 10.      | 19       | Marvin Kirchhöfer  | Carlin              | 1:22,796 | +0,603    | 11    |
| 11.      | 10       | Artyom Markelov    | DAMS                | 1:22,805 | +0,612    | 11    |
| 12.      | 1        | Macusita Nobuharu  | ART Grand Prix      | 1:22,812 | +0,619    | 11    |
| 13.      | 11       | Gustav Malja       | Rapax               | 1:23,065 | +0,872    | 15    |
| 14.      | 15       | Luca Ghiotto       | Trident             | 1:23,066 | +0,873    | 11    |
| 15.      | 7        | Mitch Evans        | Campos Racing       | 1:23,398 | +1,205    | 12    |
| 16.      | 23       | Daniël de Jong     | MP Motorsport       | 1:23,400 | +1,207    | 12    |
| 17.      | 18       | René Binder        | Carlin              | 1:23,465 | +1,272    | 13    |
| 18.      | 12       | Arthur Pic         | Rapax               | 1:23,469 | +1,276    | 12    |
| 19.      | 24       | Nabil Jeffri       | Arden International | 1:23,497 | +1,304    | 14    |
| 20.      | 25       | Jimmy Eriksson     | Arden International | 1:23,535 | +1,342    | 12    |
| 21.      | 8        | Sean Gelael        | Campos Racing       | 1:23,784 | +1,591    | 13    |
| 22.      | 14       | Philo Paz Armand   | Trident             | 1:24,399 | +2,206    | 12    |

Megjegyzések:
- ↑ 1:  Antonio Giovinazzi autójának hasmagassága nem érte el a minimum szintet, ezért diszkvalifikálták az időmérőről.[1]

## Főverseny
A német nagydíj főversenyét július 30-án, délután tartották. Szergej Szirotkin gond nélkül tartotta meg első helyét, ellenben a szintén az első sorból rajtoló Gasly-val, aki egészen a 12. helyig csúszott vissza. A hatodik körig kellett várni amíg az első lágy keveréket használó pilóta, Rowland kijött kereket cserélni, miközben Markelov a hosszú egyenes végén találta el King autóját, ezzel az orosz kiesett a versenyből. Életbe lépett a virtuális biztonsági autó, de Szirotkin a szabállyal ellentétben a boxba hajtott és a negyedik helyre tért vissza, majd nem sokkal később de Jong és Gelael is ütköztek a hajtűben. A 12. körben Marciello is a boxba hajtott, így az élen Alex Lynn haladt Latifi, Nato és Szirotkin előtt, de az orosz hamar felküzdötte magát a második helyre. A 20 körbe Lynn mellett is elment és átvette a vezetést, de ekkor a versenybírák érvénytelenítették Szirotkin kerékcseréjét, mivel a VSC alatt ez nem megengedett. Szirotkin nagy előnyt tudott kiautózni magának mielőtt a 26. körben megérkezett második kiállásához, majd a negyedik helyre tért vissza Marciello, Ghiotto és Rowland mögé, de a friss gumik adta előnnyel könnyedén jött fel a második helyre. Ezután a négyes kanyarban Lynn és Nato értek össze, így következhetett a verseny harmadik virtuális biztonsági autós szakasza. A 29. körben újraindult a verseny és Szirotkin azonnal támadni kezdte Marciellót a futamgyőzelemért. 3 körrel a vége előtt az orosz átvette a vezetést, majd Ghiotto is megelőzte az olaszt. Gasly-nak az utolsó kanyarokban sikerült utolérnie riválisát, majd a célegyenesben a jobb kigyorsításának köszönhetően hajrázta le Marciellót, igaz végül Gasly-t kizárták. Szirotkin annak ellenére is nyerni tudott Ghiotto és Marciello előtt, hogy két alkalommal is a boxba kellett hajtania. A két Rapaxos pilóta kiváló stratégiát választott: Pic negyedik, Malja Lynn büntetése után pedig hatodik lett. Giovinazzi az utolsó helyről rajtolva lett nyolcadik és szerezte meg a fordított rajtrácsos pole-t.
| Helyezés                                      | Rajtszám | Versenyző          | Csapat              | Futott kör | Idő/Kiesés oka | Rajthely | Pont |
| --------------------------------------------- | -------- | ------------------ | ------------------- | ---------- | -------------- | -------- | ---- |
| 1.                                            | 2        | Szergej Szirotkin  | ART Grand Prix      | 38         | 1:00:28,437    | 1        | 25+6 |
| 2.                                            | 15       | Luca Ghiotto       | Trident             | 38         | +13,146        | 13       | 18   |
| 3.                                            | 9        | Raffaele Marciello | Russian Time        | 38         | +17,783        | 3        | 15   |
| 4.                                            | 12       | Arthur Pic         | Rapax               | 38         | +25,873        | 17       | 12   |
| 5.                                            | 22       | Oliver Rowland     | MP Motorsport       | 38         | +27,742        | 4        | 10   |
| 6.                                            | 11       | Gustav Malja       | Rapax               | 38         | +28,130        | 12       | 8+2  |
| 7.[3]                                         | 5        | Alex Lynn          | DAMS                | 38         | +32,730        | 5        | 6    |
| 8.                                            | 20       | Antonio Giovinazzi | Prema Racing        | 38         | +36,051        | 22       | 4    |
| 9.                                            | 1        | Macusita Nobuharu  | ART Grand Prix      | 38         | +38,838        | 11       | 2    |
| 10.                                           | 19       | Marvin Kirchhöfer  | Carlin              | 38         | +43,798        | 9        | 1    |
| 11.                                           | 24       | Nabil Jeffri       | Arden International | 38         | +46,523        | 18       |      |
| 12.                                           | 25       | Jimmy Eriksson     | Arden International | 38         | +48,067        | 19       |      |
| 13.                                           | 18       | René Binder        | Carlin              | 38         | +50,708        | 16       |      |
| 14.                                           | 6        | Nicholas Latifi    | DAMS                | 38         | +52,389        | 7        |      |
| 15.                                           | 4        | Jordan King        | Racing Engineering  | 38         | +53,034        | 8        |      |
| 16.                                           | 14       | Philo Paz Armand   | Trident             | 38         | +1:15,773      | 21       |      |
| Ki                                            | 3        | Norman Nato        | Racing Engineering  | 28         | Kicsúszás      | 6        |      |
| Ki                                            | 7        | Mitch Evans        | Campos Racing       | 14         | Mechanika      | 14       |      |
| Ki                                            | 8        | Sean Gelael        | Campos Racing       | 8          | Baleset        | 20       |      |
| Ki[2]                                         | 23       | Daniël de Jong     | MP Motorsport       | 8          | Baleset        | 15       |      |
| Ki[2]                                         | 10       | Artyom Markelov    | Russian Time        | 6          | Baleset        | 10       |      |
| Kiz[1]                                        | 21       | Pierre Gasly       | Prema Racing        | 38         | Kizárva        | 2        |      |
| Leggyorsabb kör: Szergej Szirotkin (1:25,209) |          |                    |                     |            |                |          |      |

Megjegyzés:
- ↑ 1:  Pierre Gasly autójában menet közben aktiválódott a tűzoltókészülék, így a verseny után diszkvalifikálták, mert autója nem felelt meg a biztonsági előírásoknak.[3]
- ↑ 2:  Artyom Markelov és Daniël de Jong 5 rajthelyes büntetésben részesültek baleset okozásáért, a sprintversenyen mindkettejüknek a boxutcából kellett rajtolnia.[4]
- ↑ 3:  Alex Lynn 10 másodperces büntetésben részesült Norman Nato kiforgatásáért.

## Sprintverseny
A német nagydíj sprintversenyét július 31-én, délelőtt tartották. Giovinazzi elrontotta a rajtott és visszacsúszott a harmadik helyre Lynn és Rowland mögé, de még maga mögött tudta tartani Malja, Pic, Szirotkin, Marciello és Ghiotto autóját. Az utolsó helyről rajtoló Gasly az első kör végén már a 14. helyen állt. A hatodik körben az éppen előtte haladó Nato próbálta megelőzni Jeffrit a hatos kanyarban, de a maláj nem figyelt, így mindketten kipördültek, Jeffri pedig ki is esett. A virtuális biztonsági autós szakasz után Giovinazzi kezdte támadni Rowlandet, majd szintén a hatos kanyarban összértek, az olasz pedig a kavicságyban fejezte be a futamát. Az újabb VSC után Lynn továbbra is az élen állt Rowland és Malja előtt. Szirotkin a főversenyhez hasonlóan megint gyorsabbnak bizonyult mindenkinél a pályán, négy körrel az újraindítás után Malját külső íven előzte meg a visszafordítóban, majd a 23. körben Rowlandet ugyanabban a kanyarban csak ezúttal a belső íven. Az orosz azonban Lynnt már nem tudta megközelíteni, a brit három másodperces előnnyel szerezte meg második 2016-os sprintverseny-győzelmét. A harmadik helyért még nagy csata vívodott az utolsó körökben: Malja elhagyta a pályát az egyes kanyarban így visszaesett a nyolcadik helyre, Rowland viszont a rossz állapotú abroncsaival is megőrizte ötödik helyét Pic és Ghiotto előtt. Gasly az utolsó helyről rajtolva hatodik lett Marciello és Markelov előtt. A leggyorsabb kört is megfutó, valamint a boxból rajtoló orosz azonban gyorsan hajtott a boxban, így csak a kilencedik lett, és a plusz két pontját is Gasly örökölte meg.
| Helyezés                                 | Rajtszám | Versenyző          | Csapat              | Körök | Idő/Kiesés oka | Rajthely | Pont |
| ---------------------------------------- | -------- | ------------------ | ------------------- | ----- | -------------- | -------- | ---- |
| 1.                                       | 5        | Alex Lynn          | DAMS                | 27    | 43:20,504      | 2        | 15   |
| 2.                                       | 2        | Szegej Szirotkin   | ART Grand Prix      | 27    | +2,922         | 8        | 12   |
| 3.                                       | 12       | Arthur Pic         | Rapax               | 27    | +4,688         | 5        | 10   |
| 4.                                       | 15       | Luca Ghiotto       | Trident             | 27    | +6,206         | 7        | 8    |
| 5.                                       | 22       | Oliver Rowland     | MP Motorsport       | 27    | +8,187         | 4        | 6    |
| 6.                                       | 21       | Pierre Gasly       | Prema Racing        | 27    | +8,486         | 20       | 4+2  |
| 7.                                       | 9        | Raffaele Marciello | Russian Time        | 27    | +9,259         | 6        | 2    |
| 8.                                       | 11       | Gustav Malja       | Rapax               | 27    | +10,292        | 3        | 1    |
| 9.                                       | 10       | Artyom Markelov    | Russian Time        | 27    | +14,404        | Boxutca  |      |
| 10.                                      | 7        | Mitch Evans        | Campos Racing       | 27    | +15,162        | 18       |      |
| 11.                                      | 4        | Jordan King        | Racing Engineering  | 27    | +16,727        | 15       |      |
| 12.                                      | 1        | Macusita Nobuharu  | ART Grand Prix      | 27    | +21,319        | 9        |      |
| 13.                                      | 25       | Jimmy Eriksson     | Arden International | 27    | +25,154        | 12       |      |
| 14.                                      | 19       | Marvin Kirchhöfer  | Carlin              | 27    | +25,292        | 10       |      |
| 15.                                      | 18       | René Binder        | Carlin              | 27    | +25,768        | 13       |      |
| 16.                                      | 23       | Daniël de Jong     | MP Motorsport       | 27    | +34,778        | Boxutca  |      |
| 17.                                      | 6        | Nicholas Latifi    | DAMS                | 27    | +41,617        | 14       |      |
| 18.                                      | 3        | Norman Nato        | Racing Engineering  | 26    | +1 kör         | 17       |      |
| Ki                                       | 8        | Sean Gelael        | Campos Racing       | 24    | Kiállt         | 19       |      |
| Ki                                       | 14       | Philo Paz Armand   | Trident             | 22    | Kiállt         | 16       |      |
| Ki                                       | 20       | Antonio Giovinazzi | Prema Racing        | 13    | Baleset        | 1        |      |
| Ki[1]                                    | 24       | Nabil Jeffri       | Arden International | 6     | Baleset        | 11       |      |
| Leggyorsabb kör: Pierre Gasly (1:29,184) |          |                    |                     |       |                |          |      |

Megjegyzés:
- ↑ 1:  Nabil Jeffri 3 rajthelyes büntetést kapott Belgiumra a Natóval való ütközéséért.[6]

## A bajnokság állása
(Teljes táblázat)
| H  | Versenyzők         | Pont | H  | Konstruktőrök      | Pont |
| -- | ------------------ | ---- | -- | ------------------ | ---- |
| 1. | Szergej Szirotkin  | 113  | 1. | Prema Racing       | 213  |
| 2. | Pierre Gasly       | 113  | 2. | ART Grand Prix     | 171  |
| 3. | Raffaele Marciello | 102  | 3. | Russian Time       | 167  |
| 4. | Antonio Giovinazzi | 100  | 4. | Racing Engineering | 161  |
| 5. | Oliver Rowland     | 99   | 5. | MP Motorsport      | 105  |